# أدور غوبالاكريشنان
أدور غوبالاكريشنان هو مخرج سينمائي وكاتب سيناريو ومنتج هندي ويعتبر أحد أبرز صانعي الأفلام في الهند. مع إطلاق فيلمه الطويل الأول سوايامفارام (1972) ، كان جوبالاكريشنان رائداً في الموجة الجديدة في السينما المالايالامية خلال السبعينيات. في مهنة امتدت لأكثر من خمسة عقود ، أنتج جوبالاكريشنان 12 فيلمًا طويلًا فقط حتى الآن. صُنعت أفلامه باللغة المالايالامية وغالبًا ما تصور مجتمع وثقافة دولته الأم كيرالا. عُرضت جميع أفلامه تقريبًا في مهرجان البندقية وكان ومهرجان تورنتو السينمائي الدولي. إلى جانب ساتياجيت راي ومرينال سين ، يعد غوبالاكريشنان أحد أشهر المخرجين الهنود في السينما العالمية.
بالنسبة لأفلامه ، فاز غوبالاكريشنان بجوائز الأفلام الوطنية 16 مرة ، بجانب راي وسين . كما فاز بجوائز ولاية كيرالا للأفلام 17 مرة. حصل على وسام التكريم من الدولة بادما شري في عام 1984 وبادما فيبهوشان في عام 2006. وحصل على جائزة داداساهيب فالكه في عام 2004 لمساهماته القيمة في السينما الهندية. أنشأت جامعة ويسكونسن-ميلووكي مركزًا للأرشيف والأبحاث ، وهو مركز أبحاث وأرشيف أفلام أدور جوبالاكريشنان ، في مدرسة بيك للفنون حيث سيتمكن طلاب الأبحاث من الوصول إلى مطبوعات بحجم 35 ملم من أحد عشر فيلمًا روائيًا والعديد من الأفلام الوثائقية التي قام بها جوبالاكريشنان . 

## وصلات خارجية
- أدور غوبالاكريشنان على موقع IMDb (الإنجليزية)
- أدور غوبالاكريشنان على موقع الموسوعة البريطانية (الإنجليزية)
- أدور غوبالاكريشنان على موقع ألو سيني (الفرنسية)
- أدور غوبالاكريشنان على موقع أول موفي (الإنجليزية)
- أدور غوبالاكريشنان على موقع قاعدة بيانات الأفلام السويدية (السويدية)
- أدور غوبالاكريشنان على موقع قاعدة بيانات الفيلم (الإنجليزية)
- أدور غوبالاكريشنان على موقع كينوبويسك (الروسية)